# Angels Sing: Christmas in Ireland
Angels Sing: Christmas in Ireland es un álbum en directo del grupo coral londinense Libera, que fue grabado en la catedral católica de St Patrick's, Armagh (Irlanda del Norte, UK), los días 9 y 10 de agosto de 2013. Posterorimente, fue editado como CD y DVD. En este álbum, Prizeman introduce el folk irlandés de lleno en el sonido de Libera.

## Promoción y recepción
Libera grabó un vídeo promotional que fue publicado en su canal oficial de YouTube en octubre de 2013, y en diciembre publican en el mismo sitio ocho cortes del concierto, y unos meses después, en marzo de 2014, un vídeo del tema tradicional irlandés "Danny Boy". Para febrero de 2015, estos vídeos alcanzaron alrededor de un millón de visitas.
En televisión, Libera apareció en los programas The Tonight Show with Jay Leno y Today de la NBC en diciembre de 2013, interpretando "Carol of the Bells" y "Joy to the World", respectivamente.
Tres miembros del coro fueron entrevistados por la radio local de la BBC también en diciembre de 2013.
El álbum entró en las listas Billboard charts de álbumes de música tradicional en diciembre de 2013. Por su parte, en Japón alcanzó el número 2 del Top Classical Albums, y el puesto 8 en el Top Heatseekers de EE. UU.

## Lista de canciones
En la descarga musical digital de iTunes se incluyen 17 títulos. En el CD, aparecen 15.
En el DVD, a diferencia del CD, el tema "What Child is This" no aparece como una de las pistas principales, sino como extra. Incluye, por tanto, 19 pistas: 14 principales y 5 extras, entre ellos, un corte de 18 minutos con entrevistas a los chicos.
CD
| Main CD | |          |  |
| N.º     | Título                                                                                                | Duración |  |
| 1.      | «Joy to the World»                                                                                    | 3:05     |  |
| 2.      | «God Rest You Merry Gentlemen»                                                                        | 3:04     |  |
| 3.      | «The Wexford Carol (Carul Loch Garman)» (Solista: Isaac London)                                       | 5:25     |  |
| 4.      | «In Dulci Jubilo»                                                                                     | 3:40     |  |
| 5.      | «Angels We Have Heard on High»                                                                        | 4:01     |  |
| 6.      | «Sanctus» (Solista: Matthew Jansen)                                                                   | 3:29     |  |
| 7.      | «Danny Boy» (Solista: Isaac London)                                                                   | 2:42     |  |
| 8.      | «Carol of the Bells» (Solistas: Thomas Delgado-Little, Lucas Wood & Cassius O'Connell-White)          | 3:31     |  |
| 9.      | «O Holy Night»                                                                                        | 4:42     |  |
| 10.     | «Still, Still, Still»                                                                                 | 3:50     |  |
| 11.     | «Gaudete» (Solista: Matthew Jansen)                                                                   | 3:05     |  |
| 12.     | «Away in a Manger» (Solista: Benjamin Fairman)                                                        | 2:49     |  |
| 13.     | «Have Yourself a Merry Little Christmas» (Solistas: Michael Ustynovych-Repa & Ciaran Bradbury-Hickey) | 3:18     |  |
| 14.     | «Silent Night» (Solista: Thomas Delgado-Little)                                                       | 3:17     |  |
| 15.     | «What Child Is This» (Solistas: Isaac London & Jude Collins)                                          | 3:50     |  |

Canciones adicionales en iTunes
| Additional tracks on iTunes |                                                                                              |          |  |
| N.º                         | Título                                                                                       | Duración |  |
| 16.                         | «Once in Royal David's City» (Solistas: Thomas Delgado-Little con Jude Collins y Lucas Wood) | 3:25     |  |
| 17.                         | «Exsultate» (Solista: Thomas Delgado-Little)                                                 | 4:08     |  |

Extras incluidos en el DVD
| Additional tracks on DVD |                                                                                              |          |  |
| N.º                      | Título                                                                                       | Duración |  |
| 15.                      | «Once in Royal David's City» (Solistas: Thomas Delgado-Little con Jude Collins y Lucas Wood) |          |  |
| 16.                      | «Exsultate» (Solista: Thomas Delgado-Little)                                                 |          |  |
| 17.                      | «What Child is This»                                                                         |          |  |
| 18.                      | «Libera in Armagh – Behind the Scenes»                                                       |          |  |
| 19.                      | «Libera on Christmas»                                                                        |          |  |

## Créditos
- Interpretado por Libera
- Dirección del coro por Robert Prizeman